# Villa Ridge (Misuri)
Villa Ridge es un lugar designado por el censo ubicado en el condado de Franklin en el estado estadounidense de Misuri. En el Censo de 2010 tenía una población de 2636 habitantes y una densidad poblacional de 208,13 personas por km².

## Geografía
Villa Ridge se encuentra ubicado en las coordenadas 38°28′6″N 90°52′56″O / 38.46833, -90.88222. Según la Oficina del Censo de los Estados Unidos, Villa Ridge tiene una superficie total de 12.67 km², de la cual 12.58 km² corresponden a tierra firme y (0.65%) 0.08 km² es agua.

## Demografía
Según el censo de 2010, había 2636 personas residiendo en Villa Ridge. La densidad de población era de 208,13 hab./km². De los 2636 habitantes, Villa Ridge estaba compuesto por el 96.43% blancos, el 1.29% eran afroamericanos, el 0.42% eran amerindios, el 0.49% eran asiáticos, el 0.04% eran isleños del Pacífico, el 0.15% eran de otras razas y el 1.18% pertenecían a dos o más razas. Del total de la población el 1.67% eran hispanos o latinos de cualquier raza.